# Pedro Gonçalves Moacir
Pedro Gonçalves Moacir (Porto Alegre, 1871 — 24 de julho de 1919) foi um advogado, jornalista e político brasileiro.
Formado na Faculdade de Direito de São Paulo, em 1891. Esteve ligado, desde muito jovem, ao Partido Republicano Rio-Grandense, ocupou a direção do jornal A Federação, aos 23 anos.
Foi eleito  deputado estadual, à 22ª Legislatura da Assembleia Legislativa do Rio Grande do Sul, de 1893 a 1897.
Foi deputado federal na legislatura de 1894-1895, até se desentender com Júlio de Castilhos e aderir à dissidência dos nórmicos. Ingresseou depois no Partido Federalista e assumiu uma postura revisionista da Constituição, tendo sido um dos defensores do testamento político de Silveira Martins, em 1901.
Retornou à Câmara Federal em 1906, como deputado federal, na primeira vez que o Partido Federalista teve alguma chance de sucesso na eleições federais no Rio Grande do Sul. Foi reeleito em 1909 e 1912. Com dificuldades para reeleger-se em 1915 pelo Rio Grande do Sul, foi apoiado pelo 1º distrito do estado do Rio de Janeiro, pelo qual foi reconduzido até 1917.
Após sua morte, a Livraria do Globo editou uma coleção de seus "Discursos Parlamentares", em 1925.